# Arve Seland
Arve Seland (ur. 12 grudnia 1963 w Arendalu) – norweski piłkarz występujący na pozycji napastnika. 

## Kariera klubowa
Seland karierę rozpoczynał w sezonie 1984 w pierwszoligowym zespole IK Start. W debiutanckim sezonie zajął z nim 3. miejsce w lidze. W sezonie 1986 z 12 bramkami na koncie został królem strzelców pierwszej ligi norweskiej. W 1986 roku przeszedł do francuskiego drugoligowca, FC Mulhouse. Spędził tam sezon 1986/1987, a potem odszedł do belgijskiego KFC Winterslag, gdzie występował w sezonie 1987/1988. W 1988 roku wrócił do Startu, z którym w sezonie 1988 awansował z drugiej ligi do pierwszej. W 1990 roku zakończył karierę.

## Kariera reprezentacyjna
W reprezentacji Norwegii Seland zadebiutował 29 sierpnia 1984 zremisowanym 1:1 towarzyskim meczu z Polską. W tym samym roku znalazł się w kadrze na Letnie Igrzyska Olimpijskie, zakończone przez Norwegię na fazie grupowej. W latach 1984–1987 w drużynie narodowej rozegrał 7 spotkań.